# Colin Sinclair (Tennisspieler)
Colin Sinclair (* 19. Dezember 1994 in Saipan, Nördliche Marianen) ist ein US-amerikanischer Tennisspieler von den Nördlichen Marianen, der in seiner Karriere zunächst für Australien und die USA antrat. Seit 2018 spielt er für das Team der Nördlichen Marianen.

## Karriere
Sinclair spielte nur wenige Matches auf der ITF Junior Tour und erreichte dort Rang 744 in der Jugend-Rangliste. Bei den Profis spielte er 2012 und 2013 sein erstes und vorerst einziges Turnier auf der ITF Future Tour, bei dem er für Australien spielte. Von 2013 bis 2017 absolvierte Sinclair ein Studium im Fachbereich Agrarwirtschaft und Biowissenschaften an der Cornell University, wo er auch College Tennis spielte.
Erst nach dem Abschluss spielte er wieder Turniere, platzierte sich erstmals in der Tennisweltrangliste und gewann im Doppel zudem den ersten Future-Titel. 2017 gab er sein Debüt für die Davis-Cup-Mannschaft von Pacific Oceania, obwohl er bei Turnieren erst ein Jahr später unter der Flagge der Nördlichen Marianen spielte. 2018 wurde sein bis dato erfolgreichsten Jahr im Einzel – bei fünf Futures in Folge kam er ins Endspiel, verlor dort jedoch jedes Mal. Beim Jahreswechsel zog er in Nouméa das erste Mal bei einem Challenger ins Achtelfinale ein. Er besiegte u. a. Blaž Rola, die Nummer 188 der Welt. Auf der Future-Ebene stand er zweimal im Finale gewann bei einer Gelegenheit den ersten Titel. Ende 2019 stieg er auf Rang 410 im Einzel, sein Karrierebestwert. Im Doppel stand er zu dem Zeitpunkt lediglich unter den Top 1000.
2021 verlor er im Einzel Punkte, während er sich im Doppel leicht verbesserte, in letzterem gewann er auch seinen zweiten Future-Titel. 2022 schaffte er im Einzel wieder den Sprung unter die Top 500. Grund dafür waren zwei Finals im Einzel, wovon eines zu seinem zweiten Titel führte. Das erste Mal schaffte er zudem in Yokkaichi den Sprung in ein Challenger-Viertelfinale. Im Doppel siegte Sinclair 2022 bei vier Futures, wodurch er bei Challengers im Hauptfeld starten konnte. Anfang 2023 schaffte er auch dort den Durchbruch und gewann das Turnier in Nouméa. Das führte ihn auf sein Karrierehoch von Rang 262 im Doppel. Im Davis Cup wurde Sinclair Rekordspieler, er ist bei jeder Begegnung gesetzt und hat dort eine Bilanz von 18:5.

## Erfolge
| Legende (Anzahl der Siege) |
| Grand Slam                 |
| ATP Finals                 |
| ATP Tour Masters 1000      |
| ATP Tour 500               |
| ATP Tour 250               |
| ATP Challenger Tour (5)    |

### Doppel

#### Turniersiege
| Nr. | Datum           | Turnier         | Belag     | Partner        | Finalgegner                       | Ergebnis         |
| --- | --------------- | --------------- | --------- | -------------- | --------------------------------- | ---------------- |
| 1.  | 7. Januar 2023  | Nouméa (1)      | Hartplatz | Jose Statham   | Toshihide Matsui Kaito Uesugi     | 6:4, 6:3         |
| 2.  | 8. April 2023   | San Luis Potosí | Sand      | Adam Walton    | Benjamin Lock Jose Statham        | 5:7, 6:3, [10:5] |
| 3.  | 6. Januar 2024  | Nouméa (2)      | Hartplatz | Jose Statham   | Toshihide Matsui Calum Puttergill | 7:5, 6:2         |
| 4.  | 3. Januar 2025  | Nouméa (3)      | Hartplatz | Blake Bayldon  | Ryūki Matsuda Ryōtarō Taguchi     | 6:3, 7:5         |
| 5.  | 1. Februar 2025 | Brisbane        | Hartplatz | Matthew Romios | Joshua Charlton Patrick Harper    | 7:62, 7:5        |